# Карпов, Николай Иванович (хоккеист)
Никола́й Ива́нович Ка́рпов (8 ноября 1929, Москва — 7 ноября 2013, там же) — советский хоккеист и хоккейный тренер.
Мастер спорта СССР (1955). Заслуженный тренер СССР (1981). Заслуженный работник физической культуры Российской Федерации (1999).

## Биография
Родился 8 ноября 1929 года в Москве.
Был азартным, резким, смелым хоккеистом. Отличался надёжной игрой, превосходно вёл силовую борьбу. После окончания карьеры стал тренером. Под его руководством московский «Спартак» дважды становился чемпионом СССР. Работал в горьковском «Торпедо».
В 1966—1967 — второй тренер «Локомотива» (Москва).
В 1967—1968 работал в Финляндии.
В 1968—1970 — старший тренер «Спартака».
В 1971—1972 — тренер сборной Японии.
В 1974—1977 — старший тренер «Спартака».
В 1978—1979 — старший тренер «Локомотива» (Москва).
В 1979—1983 — старший тренер «Торпедо» (Горький).
Главный тренер сборных СССР и России на Универсиадах.
Умер 7 ноября 2013 года в Москве, не дожив 1 день до 84-летия. Похоронен на Кузьминском кладбище.
Сын Сергей (1959—1997) и внучка Юлия (род. 1984) также были хоккеистами.

## Достижения
Как игрок:
- Третий призёр зимних Олимпийских игр 1960 (1 матч, 1 шайба).
- Чемпион СССР 1952. Третий призёр 1955—1960. В чемпионатах СССР провёл около 340 матчей, забросил 43 шайбы.

Как тренер:
- Чемпион СССР 1969, 1976. Второй призёр 1970. Третий призёр 1975. Обладатель Кубка СССР 1970.